# Carangoides gymnostethus
Carangoides gymnostethus és un peix teleosti de la família dels caràngids i de l'ordre dels perciformes.

## Morfologia
Pot arribar als 90 cm de llargària total i als 14,5 kg de pes.

## Distribució geogràfica
Es troba des de les costes del Mar Roig i l'Àfrica oriental fins a Nova Caledònia, Ryukyu, la Gran Barrera de Corall i Tonga.